# Ca’ Tron

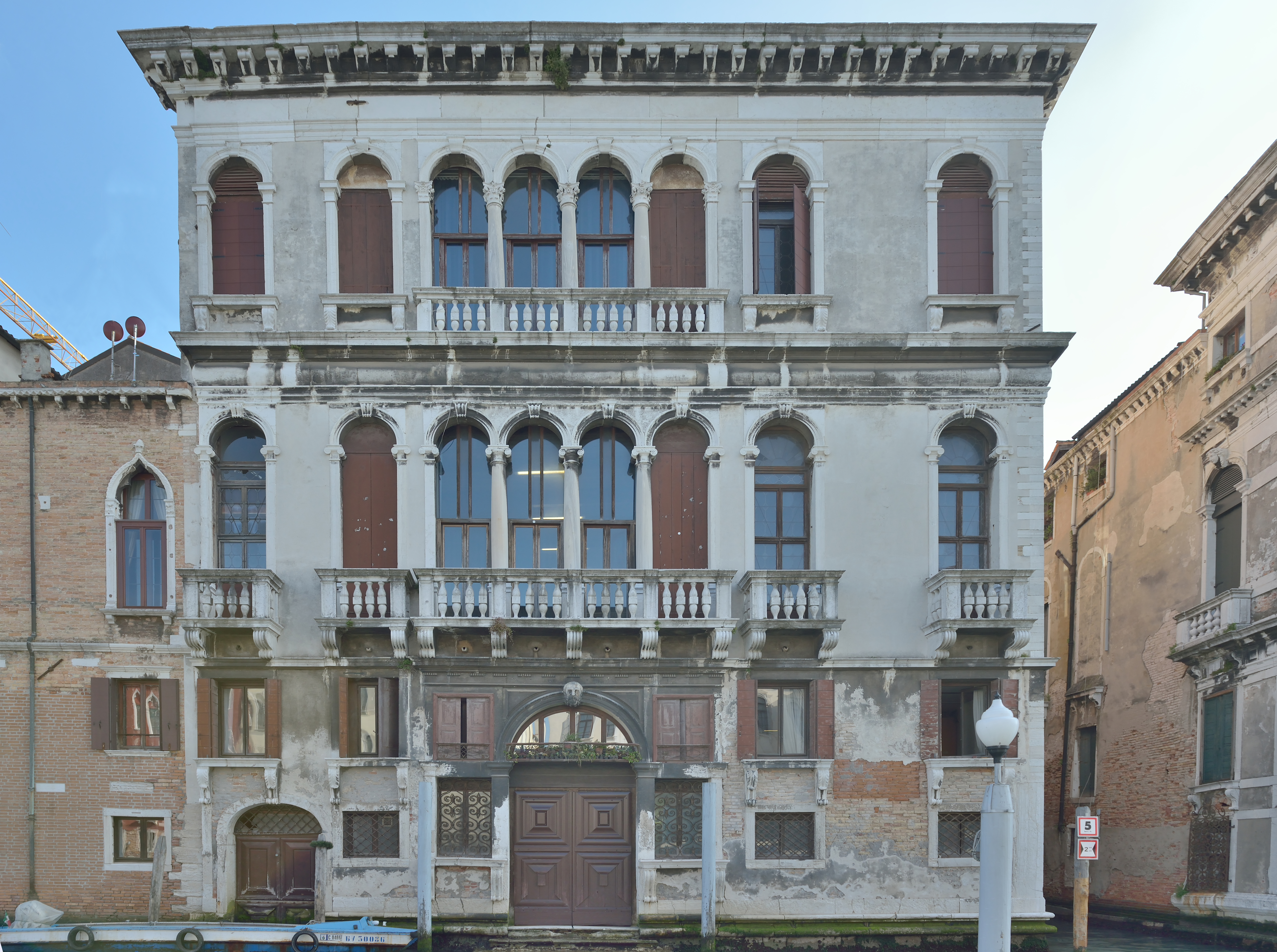
Ca’ Tron auf der rechten Bildseite (auf der linken Seite der Palazzo Duodo)

Ca’ Tron ist ein Palast in Venedig in der italienischen Region Venetien. Er liegt im Sestiere Santa Croce mit Blick auf den Canal Grande zwischen dem  Palazzo Belloni Battagia und dem Palazzo Duodo in der Nähe der Kirche San Stae. Der Palast ist in Besitz der Università Iuav di Venezia, die dort die Fakultät für Stadt- und Territoriumsplanung untergebracht hat.

## Geschichte

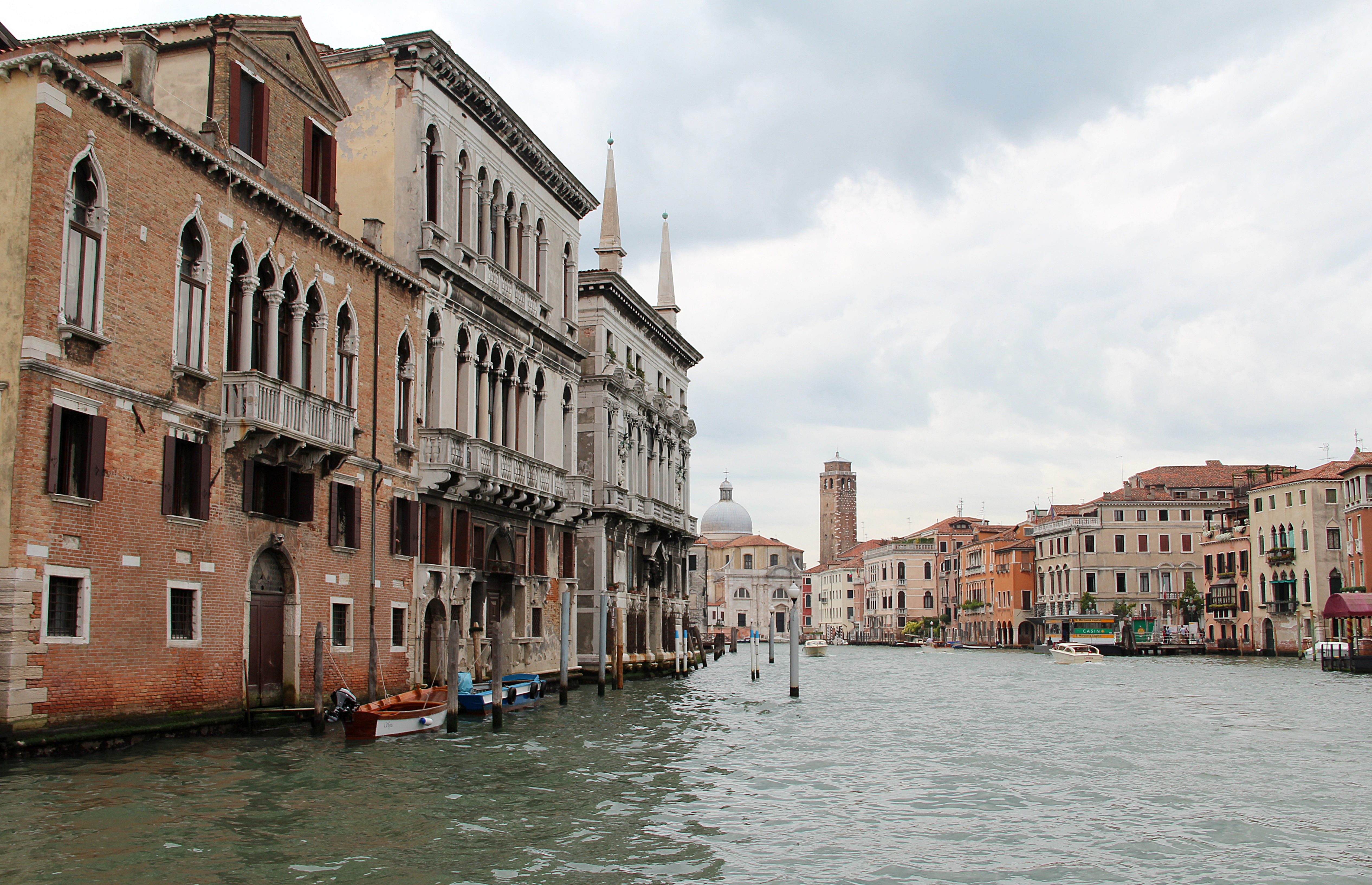
Ca'Tron wurde in der Sestiere von Santa Croce am rechten Ufer des Canal Grande in Venedig gebaut.

Ca’ Tron wurde in der zweiten Hälfte des 16. Jahrhunderts von einem unbekannten Architekten aus der Schule von Jacopo Sansovino als Wohnhaus der Familie Tron errichtet, die dort lebte, bis sie im 19. Jahrhundert ausstarb.
Unter dem Adligen Andrea Tron gelangte der Palast zu seinem höchsten Glanz; dieser wollte ihn durch zwei Seitenflügel erweitern.
Danach, im 19. und zu Beginn des 20. Jahrhunderts, hat die Ca’ Tron eine Phase massiven Niedergangs unter unterschiedlicher Führung durchlaufen, bis das Gebäude 1972 ein Sitz der Universität IUAV von Venedig wurde, die eine große Restaurierung durchführen ließ.

## Beschreibung
Das L-förmige Gebäude besteht aus dem Erdgeschoss, einem darüber liegenden Mezzaningeschoss und zwei Hauptgeschossen. Letztere unterscheiden sich deutlich von ersteren und sind mit istrischem Stein verkleidet. Die Fassade ist asymmetrisch, ihr linker Teil ist weniger ausladend: Das Portal und die mittleren Öffnungen der Hauptgeschosse sind also aus der Mittelachse nach links verschoben.
Die Einteilung der beiden Hauptgeschosse, die durch Gesimse getrennt sind, wird durch je acht Rundbogenfenster gebildet, von denen die vier mittleren Vierfachfenster bilden.
Die kleine Rückfassade des Ca’ Tron über einem Garten mit Brunnen in der Mitte hat zwei Fünffachrundbogenfenster mit Balustrade in den Hauptgeschossen. Im Erdgeschoss gibt es nur eine einzige Öffnung, die durch zwei kleine Säulen geteilt ist.
Innen stellt sich der Palast völlig neu arrangiert dar, weil die verschiedenen Arbeiten, die in den beiden letzten Jahrhunderten ausgeführt wurden, mit konsequenter Verschlechterung des künstlerischen Erbes einhergingen: Daher sind die Fresken von Louis Dorigny und die Stuckarbeiten im Inneren trotz der Restaurierungen in keinem guten Zustand.